# Профиль латеральной асимметрии мозга
Профиль латеральной асимметрии мозга (индивидуальный латеральный профиль, индивидуальный профиль асимметрии, латеральный фенотип, профиль функциональной сенсомоторной асимметрии, профиль латеральной организации) — закономерное сочетание сенсорных, моторных и «психических» асимметрий, свойственное конкретному субъекту .  
Профиль латеральной асимметрии мозга— это не просто сумма асимметрий, это динамичная система, определяющая межполушарное взаимодействие  в  анализаторных  системах  в  целом .
Идея изучать совокупность асимметрий как систему возникла  из  нейропсихологических  представлений о  мозговой  организации психических  процессов,  выведенных  в  отечественной  нейропсихологии .
Каждая  психическая  функция обеспечивается совместной  работой  обоих  полушарий  головного мозга, при этом нарушение взаимодействия полушарий приводит к возникновению серьезных синдромов . К настоящему времени накопилось много данных о связи  межполушарных отношений (ведущей руки, ведущего уха,  ведущего  глаза)  с  особенностями реализации различных психических процессов в норме  . Эти положения являются основанием для изучения  индивидуальных  различий  психики  в  норме  в аспекте именно межполушарной организации мозга .
Асимметричность распределения звеньев отдельных функций между полушариями неизбежно ведет нас к понятию функциональной асимметрии мозга.

## Понятие функциональной асимметрии
Термин «функциональная асимметрия мозга» описывает тот вклад, который вносит каждое полушарие в каждую психическую функцию .  При этом функциональная специфичность полушарий по отношению к одним функциям изучена лучше, по отношению к другим — хуже. Так, с одной стороны, показано, что левое полушарие преимущественно участвует в реализации речевых функций, а правое — в осуществлении невербальных, гностических функций, но, с другой стороны, раньше признававшаяся безусловной связь между ведущей рукой и ведущим по речи полушарием сейчас подвергается сомнению (показано, что у левшей речевые функции могут обеспечиваться как преимущественно левым, так и правым полушарием).
Функциональная асимметрия у взрослого человека долго развивается. Асимметрии психических функций соответствует асимметрия ЭЭГ — показателей, и исследования показали, что основы функциональной специализации полушарий врожденные, но в ходе онтогенеза функциональная специализация развивается и усложняется, социокультурный опыт также оказывает свое влияние.  Было выяснено, что сначала  асимметрия ЭЭГ-показателей возникает в первичных и вторичных моторных и сенсорных областях коры, а затем — в ассоциативных (префронтальных и задневисочных областях). Также имеются данные о снижении ЭЭГ — показателей асимметрии в старческом возрасте. Уменьшение функциональной  асимметрии  у  пожилых  людей (при нормальном старении) может быть  связано с явлениями компенсации, вызванными частичным снижением в функционировании тех или иных областей мозга .
Функциональная асимметрия полушарий рассматривается не вообще, а по отношению к различным системам. Так выделяют моторные, сенсорные и «психические» асимметрии. Кроме того каждая конкретная форма функциональной асимметрии может проявляться в разной степени (степень ухости, глазости, рукости и т. д. может быть различной).
Для описания степени функциональной асимметрии используются различные количественные показатели, с учетом которых можно описывать конкретную форму асимметрии как слабую или сильную. Для оценки степени выраженности той или иной асимметрии многие авторы в своих исследованиях вводят показатель коэффициента асимметрии (оценивается распространенность левостороннего, правостороннего и симметричного выполнения проб) или балльную оценку степени выраженности асимметрии (как, например, Е.Д. Хомская в своих исследованиях).

## Виды функциональных асимметрий
Разные исследователи выделяют 3 основных формы функциональных асимметрий: моторные, сенсорные и «психические», каждая из форм включает в себя несколько  разновидностей.

### Моторные асимметрии
Моторные асимметрии — совокупность признаков функционального неравенства органов движений (ручная, ножная, оральная, глазодвигательная и др.). Ведущей среди моторных асимметрий считается ручная.  Варианты асимметрии рук: преимущественное предпочтение правой руки (праворукость, правшество), левой руки (леворукость, левшество) или одинаковое предпочтение как правой, так и левой руки (амбидекстрия, равноручие). 

### Сенсорные асимметрии
Сенсорные асимметрии  — совокупность признаков неравенства  по функциям правой  и  левой  частей  органов чувств (зрительная,  слуховая,  тактильная, обонятельная, вкусовая, температурная и др.).  Наиболее экспериментально изученными на данный момент являются слуховая и зрительная асимметрии (соответствующие анализаторные системы у человека являются одними из наиболее информативных: через глаза мы получаем до 90% всей информации, слух же участвует в формировании речи).  Однако количественная оценка зрительной асимметрии обычно не высчитывается, многие исследователи указывают лишь сторону асимметрии.

### "Психические" асимметрии
Психические асимметрии — неравенство мозговой организации психических функций (речевых, перцептивных, мнестических, интеллектуальных). Данный термин редко употребляется и остаточно сложен в понимании. Брагина Н.Н. и Доброхотова Т.А. предлагают два варианта толкования психических асимметрий: по отнесенности к левому или правому полушарию и по времени формирования. По отнесенности к полушариям авторы выделяют психосенсорные процессы (объединение сенсорных и психических асимметрий), обеспечиваемые больше  правым полушарием и связанные с формированием чувственных образов окружающего мира и самого себя, а также психомоторные процессы (моторные и психические асимметрии), зависимые больше от левого полушария. Последние участвуют в процессе формирования речи и абстрактного познания, связанного с анализом, накоплением и трансляцией социокультурного опыта. Под временем формирования имеется в виду, что психосенсорные процессы связаны с познанием здесь и сейчас, с актуализацией прошлого опыта (направленность на прошлое), а психомоторные с познанием, происходящем в настоящем и направленным на будущее.

## Подходы к типологии профилей латеральной асимметрии
Взаимоотношение и комбинация асимметрий в норме сложны, к тому же связь различных видов асимметрии между собой еще как следует не изучена. Каждый тип профиля описывается у большинства авторов сочетанием буквенных обозначений:, где П — преобладание правосторонних признаков, Л — преобладание левосторонних признаков, А — равенство признаков.
В.М. Мосидзе (1977) в походе к классификации индивидуальных профилей использовал показатели асимметрии руки и глаза и разделил испытуемых на «чистых правшей», «чистых левшей» и «смешанных».
А.П. Чуприков и его сотрудники (1980) выделили 8 вариантов профилей асимметрий через анализ 3 видов асимметрий (рука, глаз, ухо), но эта классификация строилась на основе субъективных ответов испытуемых на вопросы анкеты.
А.Б. Коган и Г.А. Кураев (1986) аналогично В.М. Мосидзе, определяя ведущую руку и глаз, разбили испытуемых на следующие 4 группы: правши с ведущим правым глазом, правши с ведущим левым глазом, левши с ведущим левым глазом, левши с ведущим правым глазом.
Хомская Е.Д. полагала, что профиль асимметрии показывает общее преобладание того или иного полушария, и для его характеристики оценки двух видов асимметрии все-таки недостаточно.
Брагина Н.Н. и Доброхотова Т.А. (1988) в общем виде считали существенными 4 вида асимметрий: рука, нога, глаз, ухо и выделили 5 профилей: абсолютные правши (4 правых показателя), абсолютные левши, преимущественно правши (3 показателя правые, 1 -левый), преимущественно левши, смешанный профиль. Данные авторы пробовали анализировать и другие, менее изученные формы асимметрий и также включать их в анализ профиля, что существенно усложняет классификацию.
В.П. Леутин и Е.И. Николаева (1988) использовали более глобальное понятие,  «латеральный фенотип человека» и включали в него асимметрии ноги, руки, глаза, уха.
Е.Д. Хомская с коллегами (1991) в основу своего подхода к типологии индивидуального профиля латеральной организации положили сочетание трех видов асимметрии: мануальной, слухоречевой и зрительной. Важен именно такой порядок следования асимметрий, поскольку он отражает степень значимости каждой асимметрии для общего профиля. В итоге были выделены два типа профиля: один с четким доминированием левых или правых функций в каждой из систем (сюда относятся следующие профили: ППП, ППЛ, ПЛП, ПЛЛ, ЛЛЛ, ЛПП, ЛПЛ, ЛЛП), второй — с отсутствием доминирования в одной, двух или всех трех системах (сюда относятся профили с наличием амбидекстрии хотя бы в одной из систем). Теоретически в данном подходе возможно 27 вариантов индивидуальных профилей, но в реальных исследованиях авторы обнаруживали меньшее разнообразие профилей. Для упрощение общей картины эти 27 профилей объединяются в 5 групп: чистые правши, праворукие, амбидекстры, леворукие, чистые левши.
В.Л. Бианки (1996) использует термин «индивидуальный латеральный профиль», который включает мануальную, зрительную и слуховую асимметрии, в итоге получает 8 индивидуальных профилей:
1. правши с ведущим правом глазом и правом ухом,
2. правши с ведущим левым глазом и правым ухом,
3. правши с ведущим правым глазом и левым ухом,
4. скрытые левши с ведущим правым глазом и правым ухом,
5. правши с ведущим левым глазом,
6. скрытые левши с ведущим левым глазом и правым ухом,
7. скрытые левши с ведущим правым глазом и левым ухом,
8. скрытые левши с ведущим левым глазом и левым ухом.

Фомина Е.В. (2006) в основу классификации профилей положила тип мануального доминирования, поскольку это наиболее значимый вид асимметрии, с учетом различных сочетаний сенсорных асимметрий (односторонних и смешанных), вслед за В.П. Леутиным автор использует понятие «латерального фенотипа». В итоге описываются следующие профили:
1. левый  фенотип (ЛЛЛ),
2. преимущественно  левый  фенотип  с  ведущим  правым  ухом(ЛЛП),
3. преимущественно левый фенотип с ведущим правым глазом(ЛПЛ),
4. леворукие с правыми сенсорными асимметриями(ЛПП),
5. амбидекстры с различными сочетаниями сенсорных асимметрий(А),
6. праворукие с левыми сенсорными асимметриями(ПЛЛ),
7. преимущественно правый фенотип с ведущим левым глазом(ПЛП),
8. преимущественно правый фенотип  с  ведущим  левым  ухом(ППЛ),
9. правый  фенотип (ППП).

Поскольку в формировании индивидуального профиля асимметрии играют роль и наследственные факторы, и социокультурные, возможные сочетания и их распространенность зависят от популяции и условий обитания.

## Динамичность латеральных признаков
Профиль латеральной асимметрии — это динамичная система. Доминирование тех или иных функций может меняться в ходе онтогенеза, под влиянием длительного практического опыта в определенной сфере, в ходе приспособления к новым условиям, в ходе регулярных спортивных тренировок, например, чем дольше играют теннисисты, тем больше у них становится коэффициент  праворукости (т. е. превалирует сила правой руки).
Также функциональная асимметрия может частично изменяться при многократном тестировании. Так, например, в исследованиях Е.Д. Хомской с коллегами на студентах МГУ им. М.В. Ломоносова было показано, что у некоторых испытуемых в течение месяца при многократных тестированиях асимметрий менялся знак доминантности одного или нескольких показателей.

## Методы исследования профиля латеральной асимметрии
Различные авторы при исследовании профиля латеральной асимметрии оценивают разное количество асимметрий в моторных и сенсорных сферах и использует различные пробы.  Исследование профиля подразумевает оценку нескольких типов асимметрий, оценку степени выраженности каждой из них и учет либо равнозначности, либо неравнозначности разных асимметрий по отношению друг к другу. В основе методов оценки асимметрии лежит принцип тестирования одного органа (последовательно оцениваются правые и левые функции) В данной статье приведены в общем виде основные пробы, часто использующие для оценки асимметрии в моторной и сенсорной системах.

### Методы оценки мануальной асимметрии
- опросники, в которых предлагаются вопросы касательно выполнения отдельных привычных действий (например, опросник М.Аннет[5], сенсибилизированный опросник для определения рукости для подростков и взрослых А.П. Чуприкова, опросник функциональной мануальной асимметрии «МГУ-2013»[14]),

- пробы на точность попадания в цель[8],

- оценка скорости выполнения различных заданий каждой рукой в отдельности (развинчивание/завинчивание болтов, раздача карт и др.)[5][8],
- оценка эффективности выполнения графомоторного задания каждой рукой в отдельности[15],

- многие авторы используют моторные пробы (переплетение пальцев кистей, аплодирование, поза Наполеона и другие)[5][8], что правда противоречит принципу тестирования одного органа при оценке асимметрии[5],

- динамометрия — измерение силы кисти каждой руки (тест выполняется по три раза на каждой руке, считается среднее значение, и ведущей считается та рука, которая превосходит по силе другую не меньше, чем на 2 условные единицы)[5][13],

- теппинг — тест (оценивается темп, ритм, равномерность движений на каждой руке, так, например, испытуемый должен заполнять поля на листе точками в течение короткого промежутка времени)[5][8][13],

- треморометрия (оценка координации каждой из рук)[5][8].

Для регистрации движений привлекаются дополнительные аппаратурные методики: ЭЭГ, ЭМГ, регистрация ВП и др.

### Методы оценки функциональной асимметрии ног
Задания на оценку неравенства ног по силе, скорости, координации и точности движений, определение толчковой и маховой ноги  (здесь также частично затрагивается вопрос скорее общего межполушарного взаимодействия и нарушается принцип тестирования одного органа). Также используются аппаратурные методы: видеозапись, динамометрия и др.

### Методы оценки слуховой и слухоречевой асимметрии
- Чаще всего используется метод дихотического прослушивания с определением "коэффициента правого уха" (Кпу)[5][8][13], который тоже скорее относится к методам оценки межполушарного взаимодействия. Через наушники одновременно на каждое ухо предъявляются различные стимулы, например, слова, затем оценивается, с какого уха правильно воспроизводится больше слов[13].

Кпу определяется по формуле: Кпу=[( Eп - Eлев)] / [( Eпр + Eлев)] х 100, где Кпу - коэффициент правого уха, Eп и Eлев – общее число слов, правильно воспроизведенных с правого и левого ушей. Положительное значение Кпу указывает на преобладание правого уха – левого полушария в восприятии речевого материала: значения –5 < Кпу > +5 считаются симметричными.
- Возможно моноуральное предъявление стимулов (на каждое ухо по отдельности) и оценка количества правильно воспроизведенных стимулов с каждого уха[5].

- Также используются проба на прислушивание с часами, определение ведущего уха по времени на слух, аудиометрия (предъявление по отдельности на каждое ухо эталонных тонов и  сравниваемых с ними, ведущее ухо завышает громкость тона по сравнению с эталоном)[13].

### Методы оценки зрительной асимметрии
- Проба Розенбаха: нужно вертикально держать в вытянутой руке карандаш и совместить его с какой-то вертикальной линией в помещении на расстоянии (линия окна, стены, дверцы шкафа и т.д.)[13]. Затем нужно попеременно закрывать то один, то другой глаз. Ведущим считается глаз, при закрытии которого карандаш смещается в сторону[13].

- Оценка ведущего глаза по пробе прицеливания[8][13].

- Тест с подзорной трубой: из бумаги делается труба, через которую предлагается посмотреть, труба подносится к ведущему глазу[8].

Существует множество других проб, используемых теми или иными авторами, здесь же приведены лишь наиболее известные и часто использующиеся.

## Список использованной литературы
1. Александров С.Г. Функциональная  асимметрия  и  межполушарные  взаимодействия головного мозга  : учебное  пособие  для студентов. – Иркутск : ИГМУ, 2014. – 62 с.
2. Брагина Н.Н., Доброхотова Т.А. Функциональная асимметрия человека. 2-е издание. перераб. и доп. М., 1988.
3. Леутин В.П., Николаева Е.И. Психофизиологические механизмы адаптации и функциональная асимметрия мозга. - Новосибирск: Наука. Сибирское отделение, 1988
4. Леутин В.П., Николаева Е.И., Фомина Е.В. Асимметрия мозга и адаптация человека// Асимметрия. №1, 2007, с. 71-73
5. Лурия А.Р.  Основы нейропсихологии. М.: Изд-во: Моск. ун-та, 1973. -- М.: Изд-во Московского Университета, 1962.
6. Москвин В.А. Межполушарные отношения и проблема индивидуальных различий. М.: Изд-во Моск. ун-та, 2002. 288 с.
7. Москвина Н.В., Москвин В.А. Межполушарные асимметрии и индивидуальные различия человека. Москва; Изд-во Смысл, 2011.
8. Нейропсихологический анализ межполушарной асимметрии мозга. Под ред.  Е.Д. Хомской .М.: Изд-во НАУКА, 1986 г. 205 с.
9. Нейропсихология индивидуальных различий : учеб. пособие для студ. учреждений высш. проф. образования /  Е. Д. Хомская, И. В. Ефимова, Е. В. Будыка и др. — М. : Издательский центр «Академия», 2011. — 160 с.
10. Николаева Е.И., Борисенкова Е.Ю. Сравнение разных способов оценки профиля функциональной сенсомоторной асимметрии у школьников// Асимметрия. №1, 2008
11. Фомина Е.В. Функциональная асимметрия мозга и адаптация человека к экстремальным спортивным нагрузкам/Автореферат диссертации на соискание ученой степени доктора биологических наук, Тюмень, 2006.
12. Хомская Е.Д. Об асимметрии блоков мозга//Хрестоматия по нейропсихологии/отв. ред.  Хомской Е.Д.  — М.: Институт общегуманитарных исследований, Московский психолого-социальный институт, 2004. — 896 с.
13. Хомская Е.Д., Ефимова И.В.  К проблеме типологии индивидуальных профилей межполушарной асимметрии мозга//Вестник Московского университета. Серия 14 Психология, №4, 1991, с. 42-47
14. Хомская Е.Д. Латеральная организация мозга как нейропсихологическая основа типологии нормы// I Международная конференция памяти А.Р. Лурия: Сб. докл. / МГУ им. М.В. Ломоносова. Фак. психологии, Рос. психол. о-во; Под ред. Е.Д. Хомской, Т.В. Ахутиной. - М.: Фак. психологии МГУ, 1998. - 368 с.: ил
15. Е.Д. Хомская, Н.Н. Привалова, Е.В. Ениколопова, И.В. Ефимова, Е.В. Будыка, О.Б. Степанова, И.С. Горина  Методы оценки межполушарной асимметрии и межполушарного взаимодействия. М.: Изд-во Московского Университета, 1995
16. Хохлов Н.А., Большакова С.П., Ковязина М.С., Ениколопова Е.В.  Опросник функциональной мануальной асимметрии «МГУ-2013»: методическое руководство. - М.: Генезис. - 28 с. [+12 ил.]